# Redectis polyidus
Redectis polyidus är en fjärilsart som beskrevs av William Schaus 1916. Redectis polyidus ingår i släktet Redectis och familjen nattflyn. Inga underarter finns listade.